# 赫尔辛基市政厅
赫尔辛基市政厅（芬蘭語：Helsingin kaupungintalo）是芬兰赫尔辛基的市长办公室和市议会的一处会场，位于克鲁农哈卡区，毗邻赫尔辛基集市广场，地址为Pohjoisesplanadi 11-13号。

## 历史
该建筑完成于1833年，原为Hotel Seurahuone，是一个重要的文化设施。酒店由卡尔·卢德维格·恩格尔设计，他还设计了附近元老院廣場周边的主要建筑。该市在1901年购买了这座建筑，1913年酒店搬迁后，更新为市政厅。
1965年至70年间，在一场建筑设计竞赛之后，市政厅由建筑师阿尔诺·鲁苏沃里进行了彻底的改造，取代了许多古老的古典内饰，兴建了现代的玻璃幕墙。

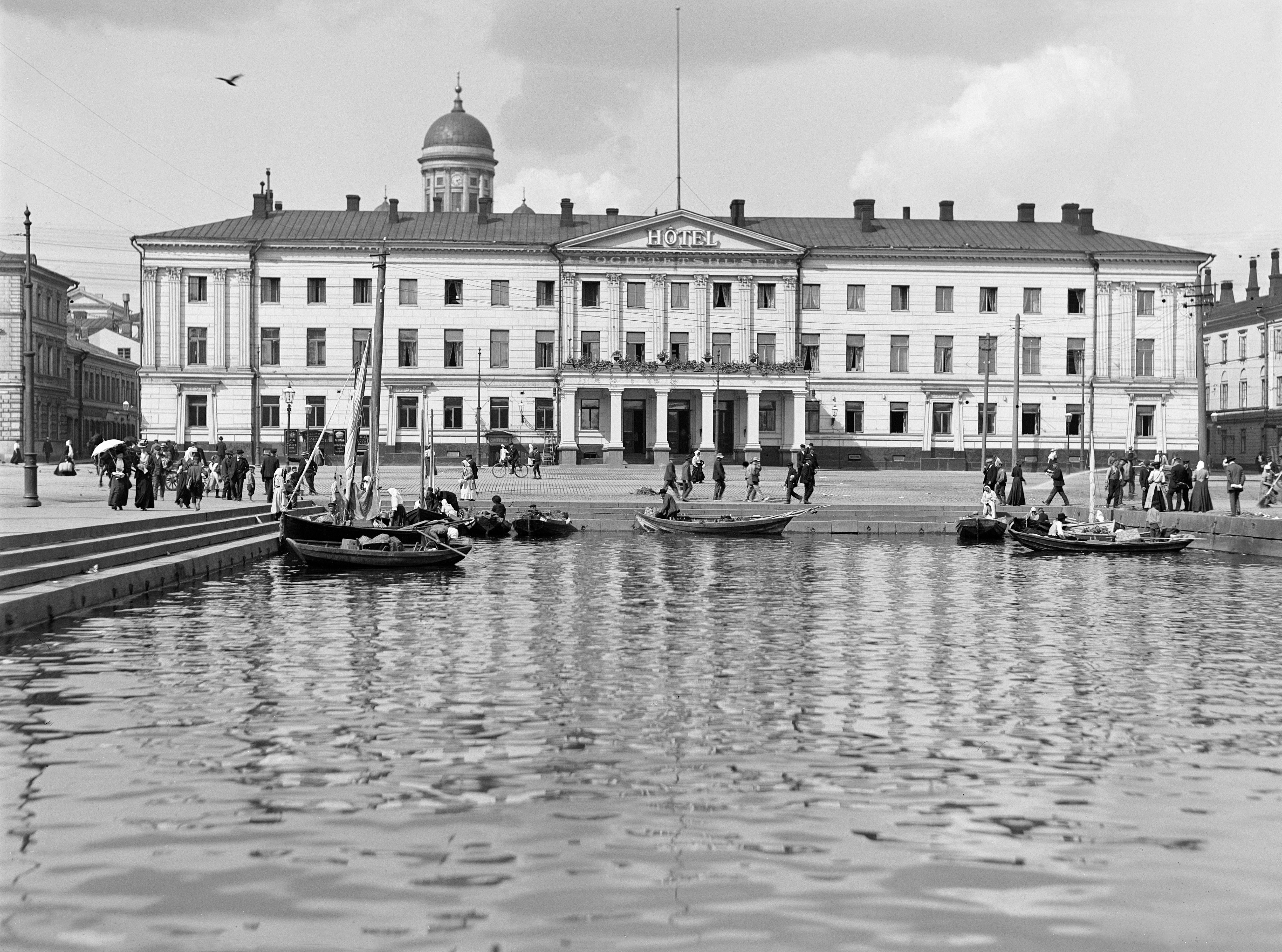
1908年时的建筑
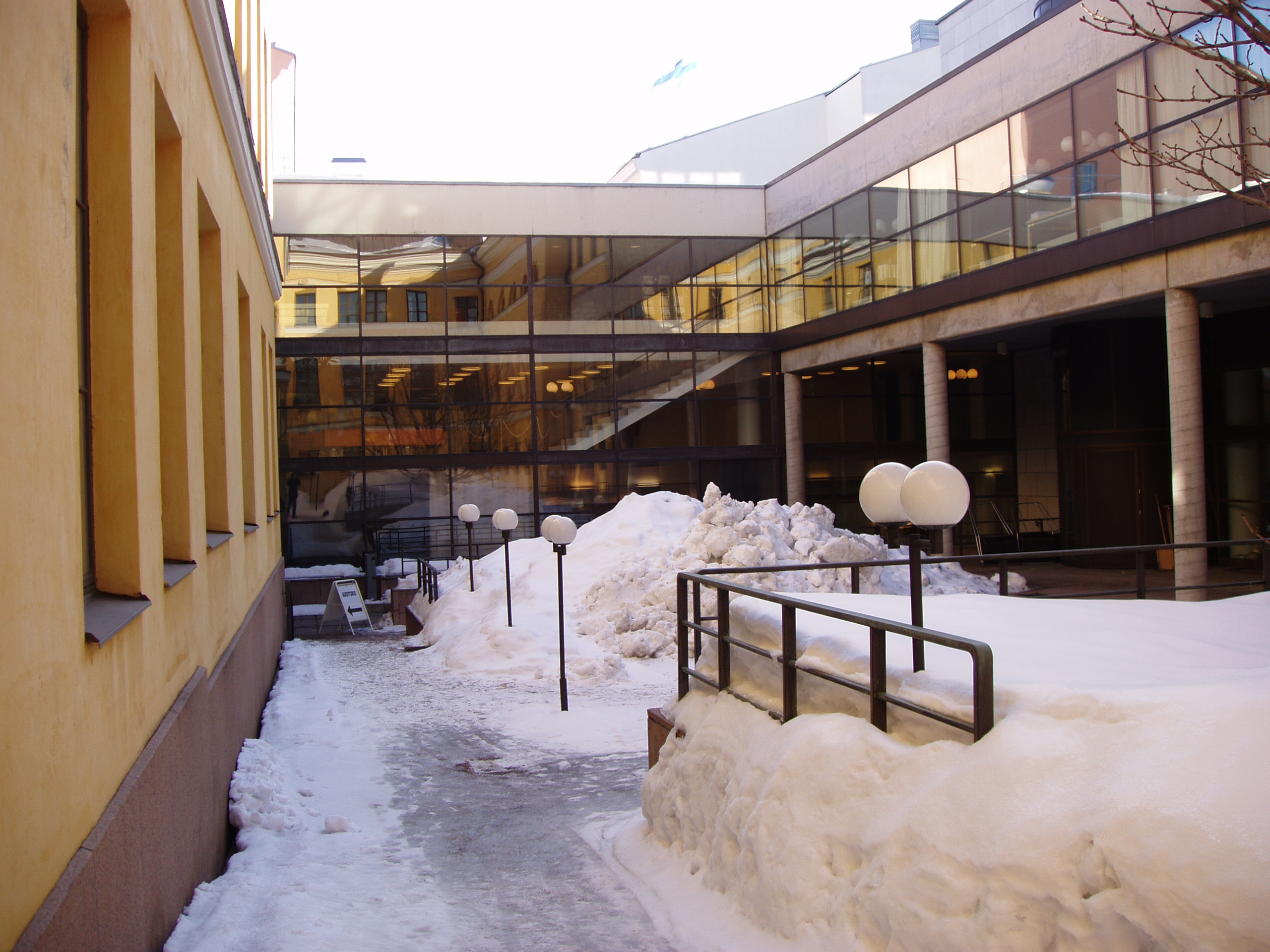
1980年代扩建的部分
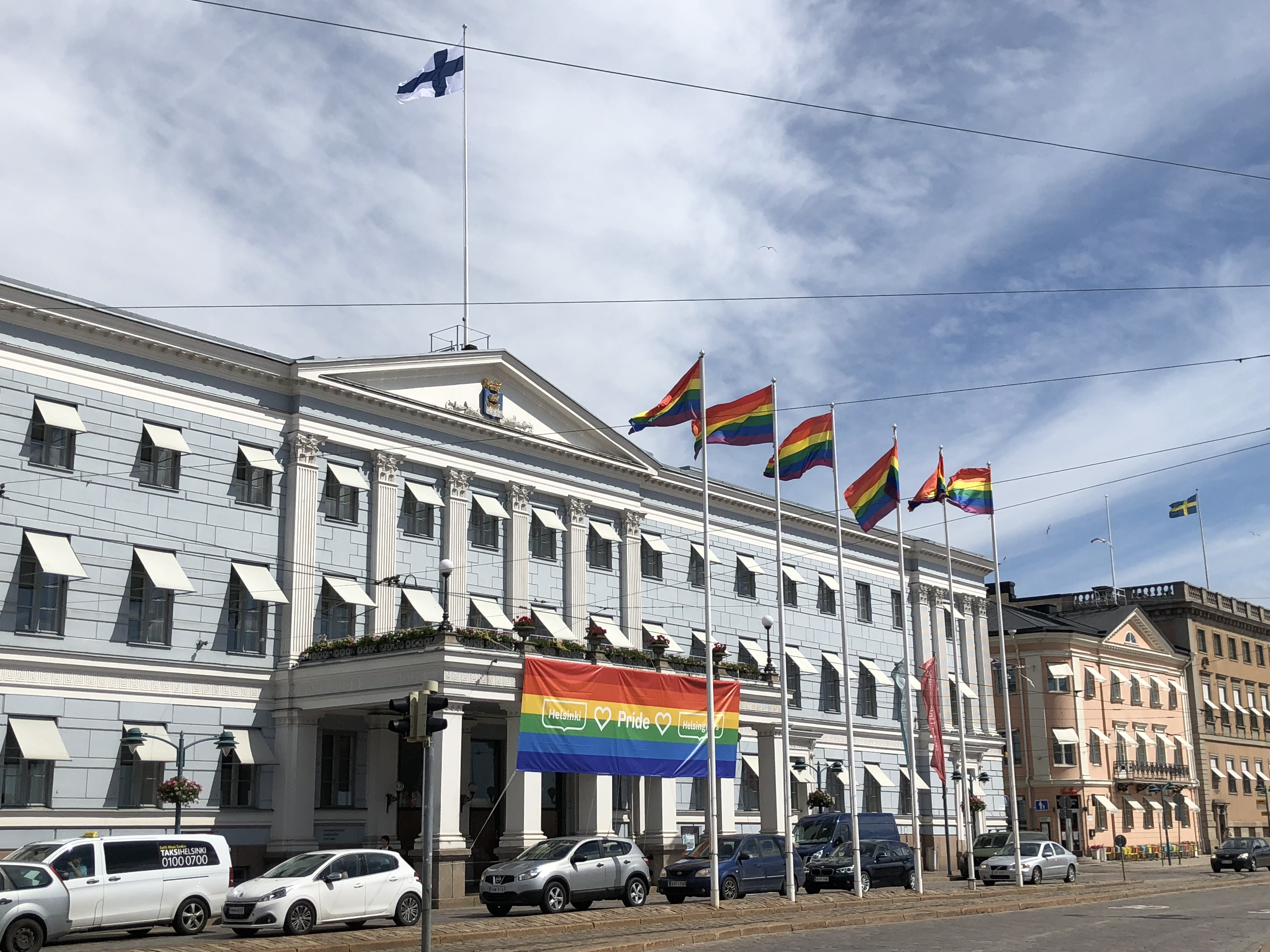
2018年赫尔辛基自豪游行时的市政厅

该建筑还为赫尔辛基居民和移民提供公共信息服务，举办展览，音乐会和电影放映。